# Troll (film, 1986)
Pour les articles homonymes, voir Troll (homonymie).
Pour plus de détails, voir Fiche technique et Distribution.
Troll est un film fantastique américain de John Carl Buechler, sorti en 1986. Troll 2 et Troll 3, présentés comme des suites de ce film, n'ont en fait aucun lien avec lui.

## Synopsis
Un méchant roi troll utilise les pouvoirs d'un anneau mystique pour envahir un appartement de San Francisco où vit une puissante sorcière.

## Fiche technique
- Titre : Troll
- Réalisation : John Carl Buechler
- Scénario : Ed Naha
- Musique : Richard Band
- Montage : Lee Percy
- Casting : Anthony Barnao
- Photographie : Romano Albani (en)
- Production : Albert Band, Charles Band
- Sociétes de distribution: Empire Pictures (États-Unis), Vestron Video International (France)
- Genre : dark fantasy, comédie horrifique
- Durée : 82 minutes
- Langue : Anglais
- Dates de sortie : 
  - États-Unis : 17 janvier 1986
  - Australie : 20 mars 1986
  - France : 1986

## Distribution
- Noah Hathaway : Harry Potter Jr.
- Michael Moriarty : Harry Potter Sr.
- Shelley Hack : Anne Potter
- Jennifer Beck : Wendy Anne Potter
- Sonny Bono : Peter Dickinson
- Phil Fondacaro : Malcolm Mallory / Torok the Troll
- Brad Hall : William Daniels
- Anne Lockhart : Young Eunice St. Clair
- Julia Louis-Dreyfus : Jeanette Cooper
- Gary Sandy : Barry Tabor
- June Lockhart : Eunice St. Clair
- Robert Hathaway : Premier policier
- James Beck : Second policier
- Dale Wyatt : Petite amie de Dickinson
- Barbara Sciorilli : Fairy

## Autour du film
Bien que sorti près de dix ans avant, le film présente plusieurs similarités avec la série de romans Harry Potter, à commencer par le nom de son personnage central. Ces ressemblances ont poussé certains à y voir une source d'inspiration pour la saga de J.K. Rowling,.